# Modallogik
En modallogik er enhver logik, der håndterer modaliteter: begreber så som mulighed, umulighed og nødvendighed. Logikker til håndtering af en række andre ideer, så som "senere", "tidligere", "kan", "kunne", "må" kaldes herefter også modallogik, da det viser sig, at de kan behandles på lignende måder.
En formel modallogik repræsenterer modaliteter ved at bruge modale operatorer. For eksempel indeholder sætningerne "Mordet på Jones var en mulighed"; "Jones blev muligvis myrdet"; og "Det er muligt, at Jones blev myrdet" alle begrebet om mulighed. I modallogik er dette repræsenteret som en en operator muligvis,
De grundlæggende, modale operatorer er sædvanligvis {\displaystyle \Box } for Nødvendigvis og {\displaystyle \Diamond } for Muligvis. De er gensidigt definerbare således:
{\displaystyle \Diamond p=\lnot \,\Box \,\lnot \,p.}
Således er det muligt, at Jones blev myrdet hvis og kun hvis det ikke er nødvendigt, at Jones ikke blev myrdet.
Modallogik spiller blandt andet en rolle inden for dele af filosofien, matematikken og datalogien.
| filosofi | Spire Denne filosofiartikel er en spire som bør udbygges. Du er velkommen til at hjælpe Wikipedia ved at udvide den. |

| Matematik | Spire Denne artikel om matematik er en spire som bør udbygges. Du er velkommen til at hjælpe Wikipedia ved at udvide den. |